# Félix Borrell Vidal
Félix Borrell Vidal (Madrid, 1858-1926) fue un farmacéutico, crítico musical y paisajista español. 

## Biografía

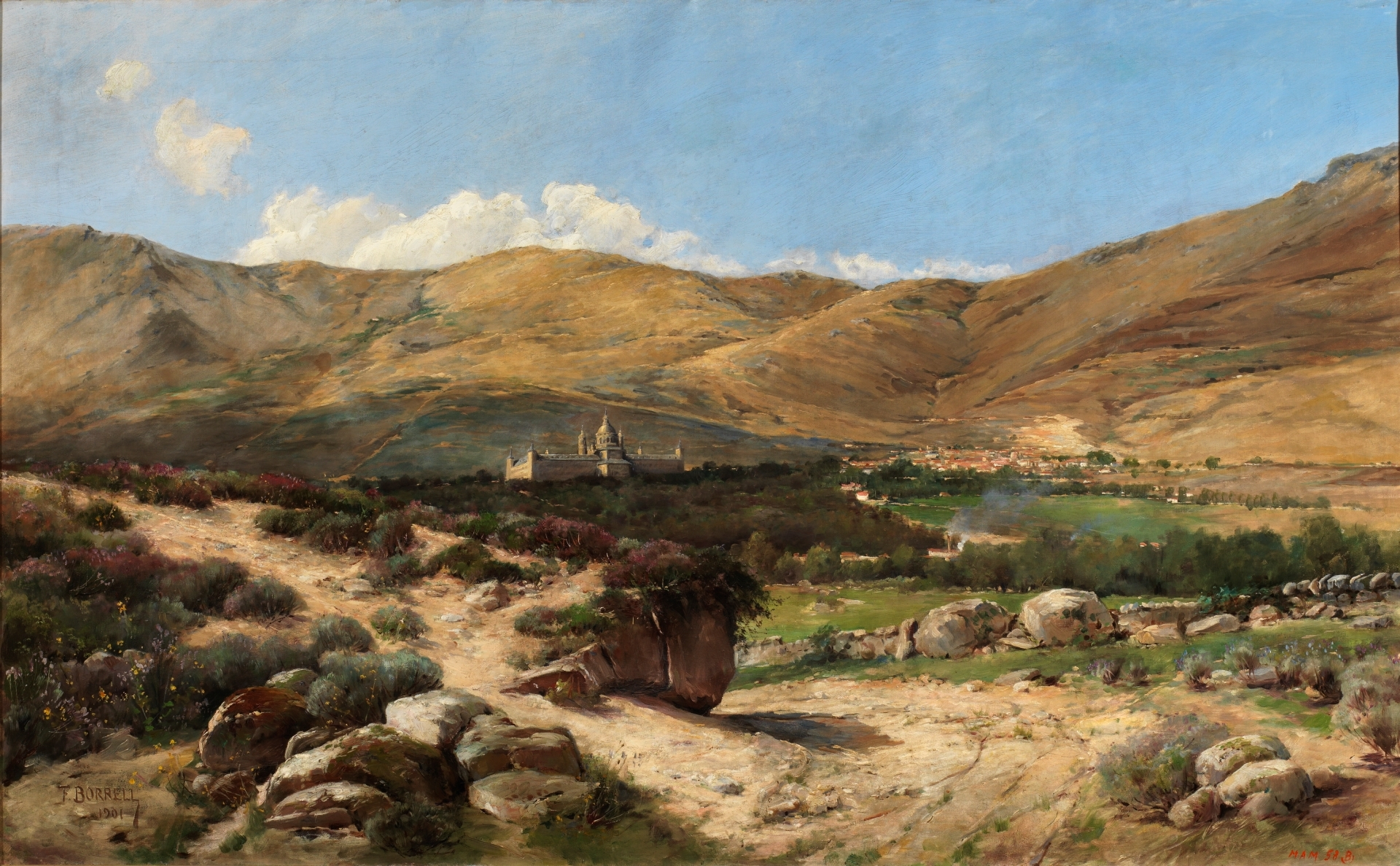
Paisaje de El Escorial, óleo sobre lienzo, 91 x 150 cm, Madrid, Museo del Prado, en depósito en el Congreso de los Diputados.

Pupilo de Carlos de Haes en la Academia de Bellas Artes de San Fernando, trabajó con el llamado “grupo del Paular”, creado en 1918, con Enrique Simonet como primer director de la Residencia de Pintores de Paisaje del mencionado entorno del valle del Lozoya, en el sector madrileño del Guadarrama.
Concursante habitual en las exposiciones de pintura de la época, consiguió una tercera medalla en la Exposición Nacional de Bellas Artes de 1904 por El puerto de Navacerrada, obra firmada en 1901, año en el que también pintó el Paisaje de El Escorial, depositado en el Congreso de los Diputados. Asimismo recibió medallas en la Exposición Internacional de Buenos Aires de 1910 y en la de Panamá de 1916.